# Sidney Gilliat
Sidney Gilliat, né le 15 février 1908 à Stockport et mort le 31 mai 1994 dans le Wiltshire, est un réalisateur, scénariste, et producteur britannique.
Il a signé certaines de ses œuvres sous différents noms et prénoms, comme Sydney Gilliat ou Sidney Giliat.

## Biographie
C'est en 1927 que Sidney Gilliat a commencé à écrire, des scénarios surtout, et plus particulièrement des adaptations de films classiques tels que : The Ghost Train (en) (« Le Train fantôme », 1931), Rome Express (« L’Express de Rome », 1932) et Bulldog Jack (en) (1935), mais la plupart de ses films ne suscitent pas un engouement énorme.
Plus tard, il s’associe avec Frank Launder. À eux deux, ils forment un tandem de scénaristes, et le succès commence alors à poindre. De leur collaboration naîtront pas moins de 40 films. Parmi les premiers de cette longue liste, on peut retenir Sept pécheurs (en) (Seven Sinners, 1936), Une femme disparaît (The Lady Vanishes, 1938) d'Alfred Hitchcock, et ce qui en constitue la suite, Train de nuit pour Munich (Night Train to Munich, 1940), réalisé par Carol Reed, puis également Le Jeune M. Pitt (The Young Mr Pitt, 1942).
À partir de 1945, Sidney Gilliat et Frank Launder fondent leur propre société de production, et réalisent une série de films dramatiques et à suspense dignes d'intérêt, comprenant L'Honorable Monsieur Sans-Gêne (The Rake's Progress, 1945), L'Étrange Aventurière (I See a Dark Stranger, 1946) et La Couleur qui tue (Green for Danger, 1946).
Tandis que Frank Launder finit par se diriger vers le suspense et l'intrigue, Gilliat poursuivit une autre voie, celle des films ironiques, par exemple Une bombe pas comme les autres  (The Green Man ou Meet a Body, 1956) et Left Right and Centre (en) (1959), qui ne connaîtront pas un succès très important.

## Filmographie

### comme scénariste
(ou dialogues, ou histoire originale)
- 1929 : Under the Greenwood Tree (en)
- 1930 : Lord Richard in the Pantry (en)
- 1930 : Bed and Breakfast (en)
- 1931 : The Happy Ending (en)
- 1931 : A Gentleman of Paris (en)
- 1931 : The Ghost Train (en) (dialogues, non crédité)
- 1932 : Lord Babs (en)
- 1932 : Jack's the Boy (en) (contribution au script)
- 1932 : Rome Express (dialogues additionnels ; scénario)
- 1933 : Sign Please
- 1933 : Post Haste
- 1933 : Falling for You (en) (histoire)
- 1933 : Facing the Music (en) (histoire)
- 1933 : Orders Is Orders (en)
- 1933 : Vendredi 13 (Friday the Thirteenth)
- 1934 : Jack Ahoy (en)
- 1934 : Chu Chin Chow de Walter Forde
- 1934 : Mon cœur t'appelle (co-scénariste de la version anglaise)
- 1935 : Bulldog Jack (en)
- 1935 : King of the Damned
- 1936 : Twelve Good Men
- 1936 : Seven Sinners (en)
- 1936 : Where There's a Will (film, 1936) (en)
- 1936 : Strangers on Honeymoon
- 1936 : Cerveaux de rechange (The Man Who Changed His Mind) (scénario)
- 1937 : Take My Tip (en)
- 1938 : Vive les étudiants (A Yank at Oxford) (histoire)
- 1938 : Strange Boarders (en)
- 1938 : Ask a Policeman (en) (histoire)
- 1938 : Une femme disparaît (The Lady Vanishes) (scénario)
- 1938 : The Gaunt Stranger (en)
- 1939 : La Taverne de la Jamaïque (Jamaica Inn) (dialogues ; scénario)
- 1939 : Inspector Hornleigh on Holiday (en)
- 1940 : They Came by Night (en)
- 1940 : Le Dernier Témoin (Girl in the News)
- 1940 : Train de nuit pour Munich (Night Train to Munich) (scénario)
- 1941 : Kipps
- 1942 : Unpublished Story (non crédité)
- 1942 : Le Jeune Monsieur Pitt (The Young Mr. Pitt)
- 1943 : Ceux de chez nous (Millions Like Us)
- 1944 : Deux Mille Femmes (en) (2,000 Women)
- 1945 : Un soir de rixe (en) (Waterloo Road) (histoire)
- 1945 : L'Honorable Monsieur Sans-Gêne (The Rake's Progress)
- 1946 : La Couleur qui tue (Green for Danger)
- 1946 : L'Étrange Aventurière (I See a Dark Stranger)
- 1948 : London Belongs to Me
- 1950 : Secret d'État (State Secret)
- 1953 : Gilbert et Sullivan (en) (The Story of Gilbert and Sullivan)
- 1954 : Les Belles de Saint-Trinian (The Belles of St. Trinian's)
- 1955 : Geordie (en) (scénario)
- 1955 : Un mari presque fidèle (The Constant Husband)
- 1956 : Une bombe pas comme les autres  (The Green Man ou Meet a Body)
- 1957 : Fric-Fracs à gogo (Blue Murder at St. Trinian's)
- 1957 : Fortune Is a Woman
- 1959 : Left Right and Centre (en) (scénario ; histoire)
- 1960 : The Pure Hell of St. Trinian's
- 1966 : The Great St. Trinian's Train Robbery (histoire)
- 1967 : Au théâtre ce soir : Cherchez le corps, Mister Blake (scénariste avec Frank Launder)
- 1971 : Endless Night
- 1979 : Une femme disparaît (The Lady Vanishes) (pièce)
- 1982 : The Boys in Blue (histoire)

### comme producteur
- 1945 : L'Honorable Monsieur Sans-Gêne (The Rake's Progress)
- 1946 : La Couleur qui tue (Green for Danger)
- 1946 : L'Étrange Aventurière (I See a Dark Stranger)
- 1947 : Captain Boycott
- 1948 : London Belongs to Me
- 1949 : Le Lagon bleu (The Blue Lagoon)
- 1950 : Cette sacrée jeunesse (The Happiest Days of Your Life)
- 1950 : Secret d'État (State Secret)
- 1951 : Lady Godiva Rides Again
- 1952 : La Minute de vérité (associé)
- 1953 : Folly to Be Wise
- 1953 : The Story of Gilbert and Sullivan
- 1954 : Les Belles de Saint-Trinian (The Belles of St. Trinian's)
- 1955 : Geordie
- 1955 : Un mari presque fidèle (The Constant Husband)
- 1956 : Une bombe pas comme les autres (The Green Man ou Meet a Body)
- 1957 : Fric-Fracs à gogo (Blue Murder at St. Trinian's)
- 1957 : Le Manoir du mystère (en) (Fortune Is a Woman)
- 1957 : Sous le plus petit chapiteau du monde (The Smallest Show on Earth)
- 1959 : Left Right and Centre (en)
- 1959 : The Bridal Path
- 1960 : The Pure Hell of St. Trinian's
- 1971 : Endless Night

### comme réalisateur
- 1943 : Ceux de chez nous (Millions Like Us)
- 1945 : Un soir de rixe (en) (Waterloo Road)
- 1945 : L'Honorable Monsieur Sans-Gêne (The Rake's Progress)
- 1946 : La Couleur qui tue (Green for Danger)
- 1948 : London Belongs to Me
- 1950 : Secret d'État (State Secret)
- 1953 : Gilbert et Sullivan (en) (The Story of Gilbert and Sullivan)
- 1955 : Un mari presque fidèle (The Constant Husband)
- 1957 : Le Manoir du mystère (en) (Fortune Is a Woman)
- 1959 : Left Right and Centre (en)
- 1962 : On n'y joue qu'à deux (Only Two Can Play)
- 1966 : The Great St. Trinian's Train Robbery (en)
- 1971 : La Nuit qui ne finit pas (Endless Night)

### comme acteur
- 1945 : L'Honorable Monsieur Sans-Gêne (The Rake's Progress)
- 1930 : You'd Be Surprised! (Bit Part)

### comme assistant-réalisateur
- 1929 : Would You Believe It!

### séries télévisées
- 1996 : Cinema Europe: The Other Hollywood (scénariste, directeur)
- 1959 : Left Right and Centre (et les films de la série St. Trinian's films)

### comme présentateur
- 1957 : Blue Murder at St. Trinian's
- 1957 : The Smallest Show on Earth
- 1959 : Left Right and Centre
- 1966 : The Great St. Trinian's Train Robbery

## Nominations
- Mostra de Venise 1950 : Lion d'or pour Secret d'État
- British Academy Film Awards 1956 : Meilleur scénario britannique pour Un mari presque fidèle (partagé avec Val Valentine)
- British Academy Film Awards 1957 : Meilleur scénario britannique pour Une bombe pas comme les autres

## Anecdotes
- En 1961, Sidney Gilliat est nommé président des Studios de Shepperton.
- Sidney Gilliat est le frère du producteur Leslie Gilliat.